# Abhaya Malla
Abhaya Malla (népalais : अभय मल्ल), décédé en 1255, est un roi du Népal, de la Dynastie Malla pendant la première moitié du XIIIe siècle.
Il est mort pendant un tremblement de terre du 7 juin 1255, qui décime alors un tiers de la population de la vallée de Katmandou,.
C'est sous son règne qu'à grandit au Népal Araniko, un  polytechnicien néwar, qui voyagea au Tibet et à Pékin, au début de la dynastie Yuan, pendant le règne du khagan Mongol, Kubilai Khan.